# Phare du cap Spartivento
Le phare du cap Spartivento (en italien : Faro di Capo Spartivento) est un phare situé au cap Spartivento, sur le territoire de la commune de Domus de Maria, dans la province du Sud-Sardaigne, en Sardaigne (Italie).

## Historique
Construit en 1866, le phare du cap Spartivento est le cinquième plus ancien phare de Sardaigne encore en activité. Il est relié à la plage de Baia Chia par 4 km de route non asphaltée. Le phare est composé d'une structure de 19 mètres de hauteur surmontée par le phare lui-même, protégé par une cage de Faraday. Il émet des éclats blancs de 0,2 seconde séparés par deux intervalles de 3,5 secondes puis d'un intervalle de 7,4 secondes.
Entièrement rénové en 2006, le phare est aujourd’hui utilisé comme Luxury Guest House  et comprend deux suites modernes et deux mini-appartements, bénéficiant d'une vue privilégiée que seul peut offrir un phare. L'appel d'offres pour la restauration et la gestion du phare a été remporté par Alessio Raggio, qui a réaménagé l'intérieur en faisant tomber des murs, dessiné lui-même du mobilier pour le phare, et choisi des antiquités comme un coffre-fort indien pour la bibliothèque. Il propose une cuisine gastronomique rien que pour ses clients.
Cependant le phare n’a pas perdu sa fonction originelle. Il est identifié sous le matricule no 1310 et est constamment contrôlé par le personnel de la Marina Militare de Cagliari.

## Caractéristiques dufeu maritime
Périodicité : 15 secondes (W-W-W)
- Lumière : 0,2 seconde
- Obscurité : 3,5 secondes
- Lumière : 0,2 seconde
- Obscurité : 3,5 secondes
- Lumière : 0,2 seconde
- Obscurité : 7,4 secondes

Identifiant : ARLHS : SAR-020 ; EF-1310 - Amirauté : E1072 - NGA : 8448.
|                  |
| Capo Spartivento |

|             |
| La lanterne |